# Wan E-siang
Wan E-siang (čínsky pchin-jinem Wàn Èxiāng, znaky 万鄂湘; * květen 1956) je čínský právník a politik. Vystudoval mezinárodní právo na Wuchanské univerzitě, na níž poté vyučoval a v letech 1993–2000 vedl ústav mezinárodního práva její právnické fakulty. Současně pracoval jako místopředseda wuchanského prefekturního soudu (1997–1999) a místopředseda chupejského provinčního soudu (1999–2000). V letech 2000–2013 byl místopředsedou Nejvyššího lidového soudu. Od počátku 21. století postoupil do vysokých politických funkcí jako místopředseda (2002–2012) a předseda (2012–2022) Revolučního výboru čínského Kuomintangu, jedné z menších politických stran Čínské lidové republiky, a místopředseda stálého výboru Všečínského shromáždění lidových zástupců (parlamentu, 2013–2023).

## Život
Wan E-siang se narodil v květnu 1956 v okrese Kung-an na jihu provincie Chu-pej. Po střední škole pracoval v letech 1974–1977 na venkově v Kung-anu. Od roku 1977 studoval na katedře cizích jazyků Wuchanské univerzity. Potom od roku 1980 na téže katedře vyučoval, v letech 1981–1988 absolvoval magisterské a doktorské studium mezinárodního práva na právnické fakultě Wuchanské univerzity; v letech 1986–1987 prošel postgraduálním studiem na Yaleově univerzitě. Po studiu zůstal na katedře mezinárodního práva Wuchanské univerzity jako docent a profesor, přitom v letech 1991–1992 působil jako hostující vědecký pracovník v Institut Maxe Plancka pro mezinárodní právo v Heidelbergu.
V letech 1993–2000 vedl ústav mezinárodního práva právnické fakulty Wuchanské univerzity, od roku 1997 byl současně místopředsedou Wuchanského středního (tj. prefekturního) lidového soudu. Roku 1998 byl vybrán mezi členy celostátního výboru Čínského lidového politického poradního shromáždění (ČLPPS). Roku 1999 povýšil na místopředsedu Vyššího lidového soudu v Chu-peji (tj. provinčního soudu). Roku 2000 byl přeložen do Pekingu do funkce místopředsedy Nejvyššího lidového soudu.
Byl členem vedení Revolučního výboru čínského Kuomintangu, jedné z menších politických stran Čínské lidové republiky, a roku 2002 byl zvolen místopředsedou jejího ústředního výboru. Následně byl v březnu 2003 zvolen do stálého výboru celostátního výboru ČLPPS. Koncem roku 2007 byl znovuzvolen místopředsedou strany a začátkem roku 2008 potvrzen i členem stálého výboru celostátního výboru ČLPPS. Roku 2011 povýšil na výkonného místopředsedu ústředního výboru a v prosinci 2012 byl zvolen předsedou ústředního výboru Revolučního výboru čínského Kuomintangu. Následujícího roku v březnu odešel z místopředsednictví Nejvyššího lidového soudu a, v souladu se svou stranickou funkcí, byl zvolen místopředsedou stálého výboru Všečínského shromáždění lidových zástupců. V prosinci 2017, resp. v březnu 2018, byl znovuzvolen předsedou strany a místopředsedou shromáždění.
V prosinci 2022 ho ve funkci předsedy Revolučního výboru čínského Kuomintangu nahradil Čeng Ťien-pang, který v březnu 2023 zaujal i Wan E-siangovo místopředsednické křeslo ve Všečínském shromáždění lidových zástupců.